# この尋常ならざる存在
「この尋常ならざる存在」（"This Extraordinary Being"）は、アメリカ合衆国のテレビドラマ『ウォッチメン』の第1シーズン第6話であり、2019年11月24日にHBOで放送された。エピソードでは原作コミックの脇役であるフーデッド・ジャスティスの誕生譚が主題となる。

## プロット
ローリーはアンジェラに同意書にサインさせてノスタルジアから解毒させようとするが、既にアンジェラは夢に陥り始める。彼女は1938年頃のニューヨーク市警初の黒人警官の1人となったウィル・リーヴスの記憶を追体験する。これらは1921年のタルサ人種虐殺の記憶と混ざり合っている。
ウィルは白人店主のフレッドがユダヤ人のデリに放火をするのを見て逮捕するが、その後すぐに街を歩くフレッドを目撃し、警察からは「サイクロプス」に関わらないようにと忠告される。帰宅途中、彼は他の白人警官から拉致され、フードで覆われてリンチされ、窒息寸前まで縄で吊された後に邪魔をしないようにと警告される。縄を首にかけてフードを持ったままウィルは自宅に向かうが、その道中で暴漢に襲われる若いカップルに遭遇する。ウィルがフードを被ってカップルを助けると、彼らは助けられたことを感謝し、その行為はヒーローとしてニュースに取り上げられる。ウィルの妻ジューンはこの役割を続けるように促し、その人種を曖昧にする衣裳を作成し、彼は「フーデッド・ジャスティス」という名の自警家となる。彼はクー・クラックス・クランと「サイクロプス」が繋がっていることを突き止めるが、その計画の全容は暴けずにいる。
フーデッド・ジャスティスはやがてキャプテン・メトロポリスの名で活動するネルソン・ガードナーによってミニッツメンに勧誘される。ウィルは承諾し、彼とネルソンは性的関係を結ぶが、ネルソンは他のミニッツメンの前ではマスクの下の正体を見せないようにウィルに警告する。それから数年の間にウィルとジューンは息子をもうける。映画館での暴動事件発生後、ウィルは「サイクロプス」により、特殊な映写機を使った催眠術で黒人同士が殺し合いをさせられたことを突き止め、アジトの倉庫にたどり着く。彼はネルソンにミニッツメンの応援を求めるが拒否される。ウィルは1人で襲撃し、映写機の1つを持ち出した後に倉庫を燃やす。フーデッド・ジャスティスの格好をしている息子に怒鳴りつけた後、ジューンは息子を連れてタルサに戻り、ウィルと別れると言う。
2019年、ウィルはジャッドが「サイクロプス」の一員であると考え、映写機の装置を改良したものを使ってジャッドに首吊りを強要していた。ウィルがジャッド殺しの犯人であることが判明する。
アンジェラはレディ・トリューの部屋で夢から目覚める。

## 製作

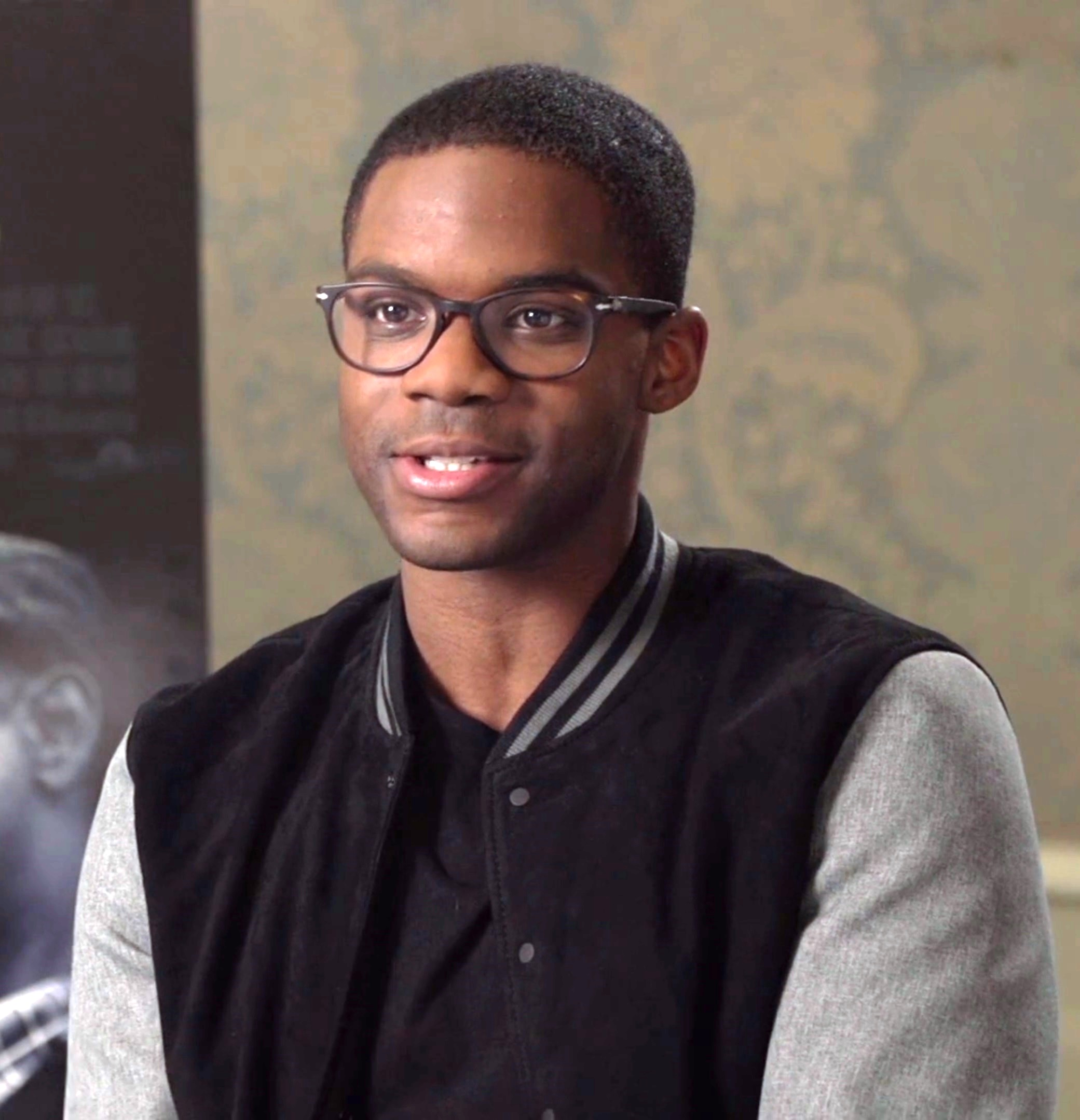
ゲスト出演者であるジョヴァン・アデポは若年期のウィル・リーヴスで覆面自警家のフーデッド・ジャスティス役を務めた。

「この尋常ならざる存在」は冒頭と終盤以外のほとんどがモノクロ映像となっている。そのいくつかの場面では、ピアノを弾くウィルの母親など一部の要素がカラーで描写された。また一見ワンショットに見えるテイクで若いウィル（ジョヴァン・アデポ）がアンジェラ（レジーナ・キング）が入れ替わってノスタルジアに起因する明快な夢への没頭が表現された。ショーランナーのデイモン・リンデロフとは『LOST』で組んだことがあるスティーヴン・ウィリアムズ監督はこのエピソードの脚本が書かれる前に起用された。アフリカ系カナダ人でもあるウィリアムズはリンデロフの説明にあるエピソードの前提に引き込まれ、シリーズの他の回と異なるカラーで表現する必要性を感じて白黒撮影のアプローチを使うことを決め、「その風景に自分自身を押しつけたウィルにとって極めて重要で意味のある他の記憶の侵入」が唯一のカラー要素となった。ウィリアムズはエピソードの操演の多くのために主演俳優の代役を使って幾度かのテスト撮影を行った。アデポとキングが単調なカメラの動きで撮影されたショットの多くはその最中に場所を切り替えることが可能とした。他のロングテイクも操演で行われており、ウィル視点でのリンチのオペレーターの手からカメラが持ち上げられて長く続き、次に下に戻るという撮影方式であり、シーンに必要な没入感が作り上げられた。
エピソードのほとんどはジョージア州メイコンで撮影され、1930年代のニューヨークに見立てられた。
フーデッド・ジャスティスのオリジンの多くはアラン・ムーアとデイヴ・ギボンズによる原作コミックで確立された要素に基づいている。フーデッド・ジャスティスは脇役であり、その正体は原作コミックでは明らかとならず、その役割はミニッツメンの最初の写真撮影の後にシルク・スペクターを強姦しようとするコメディアンを止めるというものであった。またムーアとギボンズによって描かれた追加コンテンツ、特に初代ナイトオウルが書いたという設定の回想録『仮面の下で』から若いカップルを救ったことで初めて認知される、ミニッツメンの写真撮影への参加、同性愛疑惑といった要素が参照された。エピソードのタイトルは『仮面の下で』のナイトオウルによるフーデッド・ジャスティスの紹介文から引用された。
ただし原作におけるフーデッド・ジャスティスのオリジンは白人の東ドイツ系移民ロルフ・ミュラーであるとされている。正体を誰にも明かさず引退・失踪したが、彼に恨みを抱いていたコメディアンによって身元を突き止められ、報復として射殺された。またその失踪事件についてはオジマンディアスII世も調査を行っており、その正体がロルフ・ミュラーであるという事実に辿り着いたであろう事が示唆されている。そして初代ナイトオウル=ホリス・メイソンはニューヨーク市警の警察官であり、ウィルの同僚にあたる。また原作ではキャプテン・メトロポリスの恋人であるゲイのサディストであり、シルクスペクターとの関係はそれを対外的に誤魔化すための偽装に過ぎず、最終的にその性的指向故にキャプテン・メトロポリスと破局したと設定されている。しかし本エピソードおよび本ドラマ版では、劇中劇『アメリカン・ヒーロー』がフーデッド・ジャスティスの正体はロルフ・ミュラーであるという推測に基づいて制作されていること、ウィルがキャプテン・メトロポリスと性交渉を持ったこと以外、これら原作との相違点についはほとんど触れられていない。
ウィルはニューヨーク市警でサミュエル・J・バトル（演: フィリー・プラウデン）によって任命されるが、バトルは実在の市警初の黒人警官であった。
ウィリアムズは『ウォッチメン』が「第1話での1921年のタルサ事件のような、無視または省略された私たちの集団史の一部を発掘するように努めている。（中略）これらはすべてアフリカ系アメリカ人の歴史の一部であり、明らかに、拡張され、故に軽視されていた真っ直ぐなアメリカの歴史だ」と指摘した。
番組スタッフによって完全に認められてはいない物の、グレン・フレシュラーが演じる人種差別主義者の白人店主のフレッドは、ドナルド・トランプの父親のフレッド・トランプが暗示されており、KKKへの関与を含む彼の伝記に沿った外観とその他の要素の両方に基づいている。

## 評価

### 批評家の反応
Rotten Tomatoesでは28件のレビューで支持率は96%、平均点は9.33/10となり、「明らかで関連性のある「この尋常ならざる存在」は世代のトラウマと根深い人種差別の長期的な影響が巧みにしめされている」とまとめられた。
エピソードはLGBTQキャラクターの登場によりGLAADメディア賞単独エピソード賞にノミネートされた。さらにスティーヴン・ウィリアムズはこのエピソードにより全米監督協会賞ドラマシリーズ監督賞にノミネートされたが、同じく『ウォッチメン』のエピソードの「今は夏 氷が尽きそうだ」を監督したニコール・カッセルに敗れた。またこのエピソードでデイモン・リンデロフとコード・ジェファーソンはNAACPイメージ・アワードのドラマシリーズ脚本賞にノミネートされたが、Apple TV+の番組『Truth Be Told』の第1話「Monster」のニシェル・トランブル・スペルマンに敗れた。

### 視聴率
初放送時の視聴者数は推定62万2000人である。